# Parlamentswahl in San Marino 1945
- CdL: 40
- APS: 20

Die Parlamentswahl in San Marino 1945 fand am 11. März 1945 statt.

## Ergebnisse
| Bündnis                              | Anzahl der Stimmen | %      | Mandate |
| ------------------------------------ | ------------------ | ------ | ------- |
| Comitato della Libertà (CdL)         | 2.214              | 66,0 % | 40      |
| Unione Democratica Sammarinese (UDS) | 1.142              | 34,0 % | 20      |